# (37243) 2000 WM174
2000 WM174 (asteroide 37243) é um asteroide da cintura principal. Possui uma excentricidade de 0.14572780 e uma inclinação de 13.19462º.
Este asteroide foi descoberto no dia 26 de novembro de 2000 por LINEAR em Socorro.